# 高田千春
高田 千春（たかだ ちはる、1981年7月9日 - ）は、新潟県新発田市出身の元陸上競技選手。専門は長距離走・マラソン。身長：175cm、体重：59kg。

## 来歴・人物
新潟県立新発田南高等学校・拓殖大学卒業後、JR東日本に入社。八王子支社総務部経理課に勤務、JR東日本ランニングチームに所属した。2010年3月に退部した藤原新（のちレモシステムRC-東京陸協-現・ミキハウス所属）とは大学時代からのチームメイトだった。
2009年8月の北海道マラソンで初マラソンながら2時間14分34秒で6位入賞を果たす。
2度目のマラソンとなった2010年2月の東京マラソン2010は悪天候の影響もあり30キロ過ぎから大失速、2時間37分34秒の40位に終わる。
3度目のマラソンとなった2010年8月の北海道マラソンでは30℃を超える猛暑の中、2時間20分30秒で7位、前年に続いての入賞。
4度目のマラソンとなった2010年12月の福岡国際マラソンではレース終盤に今井正人を抜き去り、松宮隆行に次いで日本人2位となる2時間12分44秒の自己記録（当時）で総合4位入賞を果たした。
2013年2月の東京マラソン2013では、男子の総合順位は17位ながらも自己ベスト記録となる2時間11分53秒でフィニッシュ。
5年連続5回目の出場となる2014年12月の福岡国際マラソンでは日本人トップ争いに加わり、結果2時間10分03秒と「サブテン」（2時間10分未満）まであと僅か4秒という自己ベスト記録で、日本人3番目・総合7位にゴールした。
6年連続6回目の出走だった2015年12月の福岡国際マラソンでも途中まで日本人首位を争い、のちにリオデジャネイロ五輪男子マラソン代表選出となる佐々木悟に次いで、日本人2番目・総合5位に入ったが、目標のサブテンには56秒届かず、自身初のオリンピック日本代表入りも叶わなかった 。
7年連続7回目の出場の2016年12月の福岡国際マラソンでも、中間点過ぎ迄先頭集団に居たものの、その後日本男子トップとなる公務員ランナー・川内優輝らにはついていけず脱落、14位に終わった 。
2018年度をもって現役を引退。

## マラソン全成績
| 年月          | 大会                         | 順位 | 記録          | 備考       |
| ------------- | ---------------------------- | ---- | ------------- | ---------- |
| 2009年8月30日 | 2009北海道マラソン           | 6位  | 2時間14分34秒 | 初マラソン |
| 2010年2月28日 | 東京マラソン2010             | 40位 | 2時間37分34秒 |            |
| 2010年8月29日 | 2010北海道マラソン           | 7位  | 2時間20分30秒 |            |
| 2010年12月5日 | 第64回福岡国際マラソン       | 4位  | 2時間12分44秒 | 日本人2位  |
| 2011年8月28日 | 2011北海道マラソン           | 3位  | 2時間14分39秒 |            |
| 2011年12月4日 | 第65回福岡国際マラソン       | 16位 | 2時間20分19秒 |            |
| 2012年2月26日 | 東京マラソン2012             | 46位 | 2時間21分35秒 |            |
| 2012年12月2日 | 第66回福岡国際マラソン       | 17位 | 2時間16分25秒 |            |
| 2013年2月24日 | 東京マラソン2013             | 17位 | 2時間11分53秒 |            |
| 2013年4月21日 | 第15回長野マラソン           | 14位 | 2時間26分27秒 |            |
| 2013年12月1日 | 第67回福岡国際マラソン       | 5位  | 2時間10分39秒 | 日本人2位  |
| 2014年2月23日 | 東京マラソン2014             | 17位 | 2時間12分09秒 |            |
| 2014年7月6日  | ゴールドコーストマラソン2014 | 6位  | 2時間14分36秒 | 日本人2位  |
| 2014年12月7日 | 第68回福岡国際マラソン       | 7位  | 2時間10分03秒 | 日本人3位  |
| 2015年4月26日 | ワルシャワマラソン2015       | 13位 | 2時間12分27秒 |            |
| 2015年12月6日 | 第69回福岡国際マラソン       | 5位  | 2時間10分55秒 | 日本人2位  |
| 2016年2月28日 | 東京マラソン2016             | 22位 | 2時間14分29秒 |            |
| 2016年7月3日  | ゴールドコーストマラソン2016 | 4位  | 2時間10分43秒 | 日本人2位  |
| 2016年12月4日 | 第70回福岡国際マラソン       | 14位 | 2時間13分27秒 | 日本人5位  |
| 2017年7月2日  | ゴールドコーストマラソン2017 | 7位  | 2時間11分25秒 | 日本人5位  |
| 2017年12月3日 | 第71回福岡国際マラソン       | 25位 | 2時間17分43秒 |            |
| 2018年7月1日  | ゴールドコーストマラソン2018 | 17位 | 2時間18分51秒 |            |
| 2018年12月2日 | 第72回福岡国際マラソン       | 17位 | 2時間15分47秒 |            |
| 2019年3月10日 | 第74回びわ湖毎日マラソン     | 50位 | 2時間20分20秒 | 引退レース |

## 自己記録
- 5000m　13分58秒08（2007年12月1日 日本体育大学長距離記録会）
- 10000m 28分34秒29（2013年11月16日 日本体育大学長距離記録会）
- ハーフマラソン　1時間02分22秒（2013年2月3日 香川丸亀国際ハーフマラソン）
- マラソン　2時間10分03秒（2014年12月7日 福岡国際マラソン）[4]